# Киренаїка

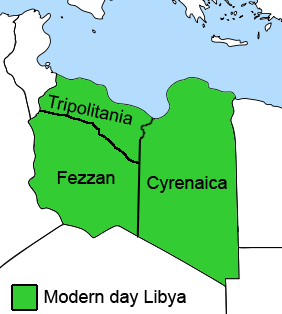
Киренаїка в сучасній Лівії

32°31′49″ пн. ш. 21°12′53″ сх. д. / 32.530316° пн. ш. 21.2146° сх. д.
Кирена́їка — історична область сучасної Лівії, розташована на північному сході країни.
Ядро Киренаїки складає найвище і найнаселеніше в Лівії вапнякове плато Барк-ель-Байда, яке розташоване поблизу середземноморського узбережжя і досягає висоти 910 м. Піднесені частини плато порослі густим чагарником, там збереглися і залишки лісів.
Осадів досить для вирощування деяких культур, однак населені місцевості тут займають меншу площу, ніж в Триполітанії. Південніше за плато Барк-ель-Байда тягнеться велике, але нижче піщане плато — велика Лівійська пустеля. На її західній околиці розосередилися оази. Найпівденніші з них — оази Куфра, віддалені на 800 км на південь від плато Барк-ель-Байда і приблизно на таку ж відстань на схід від Феццану.
Між оазами Куфра і південним кордоном Лівії на 480 км тягнеться пустеля.

## Етимологія назви
Назва області походить від заснованого тут греками — ферейцямі міста Кирена (по — дорійськи Кирана). Відповідно до грецької міфологією ім'я місту дала Кирена, кохана Аполлона, який забрав її в Лівію з Пеліона (Фессалія) і заснував тут місто. У Геродота засновником називається Батт, з острова Фери, що став першим царем Кирени. Батт заснував колонію за вказівкою Дельфійського оракула, що також пов'язує переказ з ім'ям Аполлона, так як пророкував оракул в його храмі.

## Історія

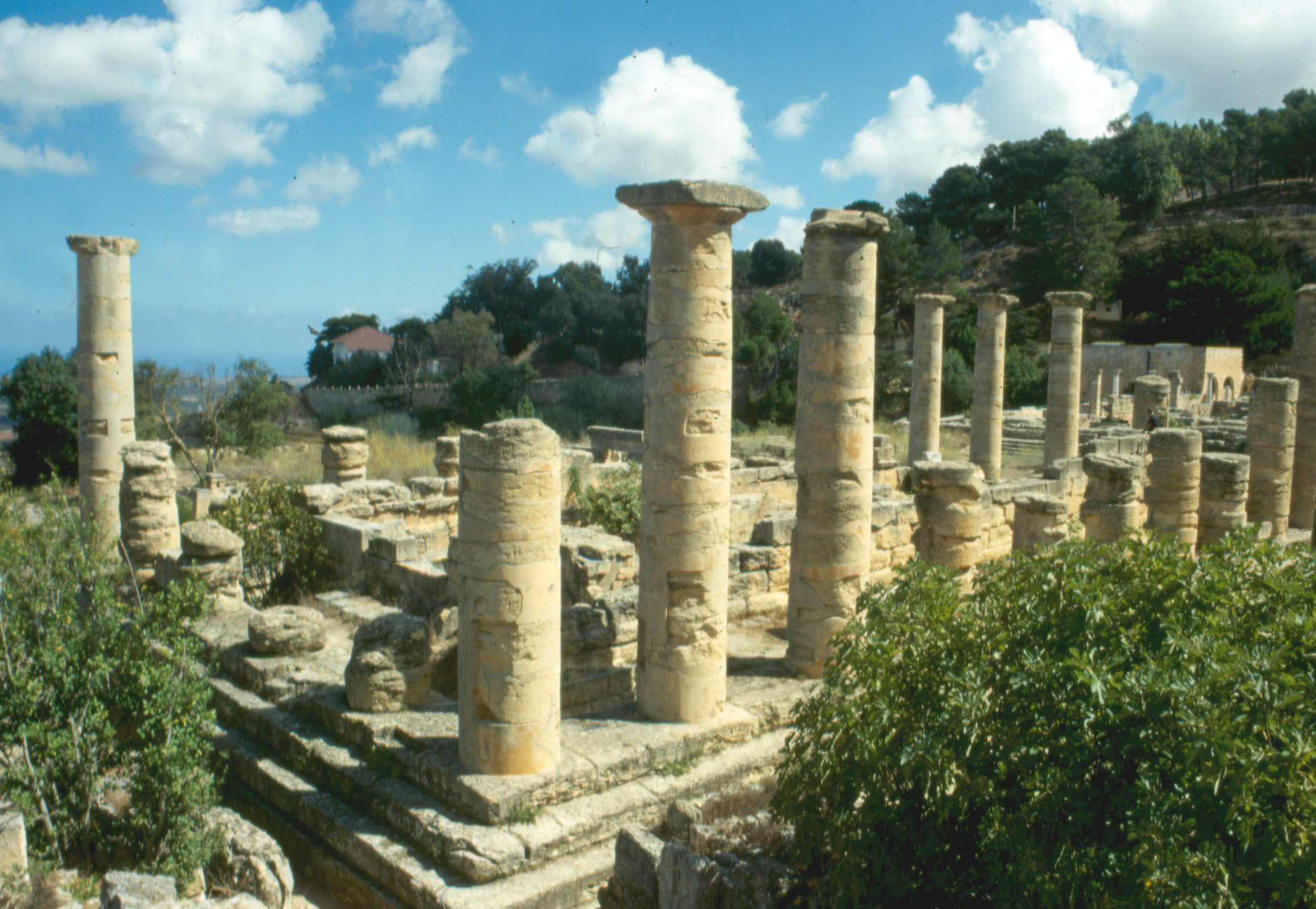
Руїни храму Аполлона в Кирені (VII століття до н. е.)

У давнину Киренаїка процвітала як земля родюча завдяки рясним зимовим і весняним дощам і безлічі джерел, багата вином, оливковою олією, ароматичними травами (сильфій) і лісом.
- Наприкінці VII століття до н. е. на острівці Платея біля берегів, а потім на узбережжі (місцевість Азирида) Мармарики, жили грецькі (ферейські) колоністи, до заснування Кирени.  "На сьомий рік лівійці зголосилися привести їх у ще краще місце і переконали покинути цю область. Тоді лівійці повели поселенців звідти, спонукавши рушити на захід. Для того щоб елліни не бачили найкрасивішої місцевості, лівійці проводили їх вночі поряд, відповідно обчислюючи точний час доби. Називається це місце Ірасу. Потім лівійці привели поселенців до джерела, нібито присвяченого Аполлону, і сказали: «Елліни! Тут ви повинні оселитися, бо небо тут в дірках»[2].
- Із 630 року до н. е. до 440 року до н. е. Киренаїкою правили царі династії Баттіадів.
  - Близько 570 р до н. е. в місцевості Ірасу сталася битва між єгиптянами й греками — киренцями, що закінчилася перемогою киренців. Єгиптяни були покликані Адікраном, царем місцевих лівійців, у зв'язку з утисками їх греками[2].
  - Цар Кирени Аркесілай II в міжусобній війні з братами, яких підтримали лівійські племена Киренаїки, змусив їх до втечі з країни. "У страху перед ним лівійці бігли в область східних лівійських племен. Аркесілай переслідував утікачів до місцевості Левкон. Там лівійці вирішили напасти на нього. У битві киренці були розбиті вщент: 7000 їх гоплитів залишилося на полі бою "[2].
- У IV—I століттях до н. е. Киренаїка входила до складу елліністичного Египту.
- Після смерті Птолемея Апіона (96 р. до н. е.) за його заповітом відійшла до Римської республіки. Була включена до її складу 76 р. до н. е. як окрема провінція (першим намісником був Гней Корнелій Лентул Марцеллін).
- У V—VI сторіччях Киренаїка входила до складу Королівства вандалів і аланів.
- У 530-х роках Королівство вандалів було завойовано Візантією й Киренаїку включено до складу Преторіанської префектури Африки, яка пізніше була перетворена на Африканський екзархат.
- У 642—643 роках Киренаїка була завойована мусульманами та включена до складу Омеядського халіфату, пізніше — Багдадського халіфату (від 750 року), Фатімідського халіфату (909—1117), Аюбідський султанату (1117—1250), Мамлюцького султанату (1250—1517).
- 1551 року захоплена Османською імперією. Спочатку Киренаїка входила до складу Єгипетського еялету, а з 1867 року — до автономного Єгипетського хедивату, який 1892 року окупувала Велика Британія.

### XX століття
- Під час італійсько-турецької війни (1911—1912 рр.) Киренаїка разом (із Триполітанією) була захоплена Італією.
- 1917—1922 роки — столицею держави Киренаїка була Адждабія[3].
- 1939 рік — Киренаїка разом із Триполітанією та Феццаном під владою італійського генерал-губернатора отримали назву «Лівія»[4].
- 1943 рік окупована британськими військами під час Північно-Африканської кампанії.
- 1950 рік території надано внутрішню автономію.
- Від 1951 року — в складі Лівії.

### XXI століття
На початку 2011 року — 16 лютого в місті Бенгазі, під час мирної маніфестації, стався інцидент, який спровокував заворушення по всій країні, що стало продовженням так званої «Арабської весни», яка охопила багато країн арабського світу. Країна розділилася на дві частини: східну — приблизно відповідну історичній області Киренаїка —, і західну — столиця Триполі й околиці. Муаммар Каддафі втратив контроль над територією Киренаїки, що змусило його застосувати війська, аж до авіації.
6 березня 2012 року східна Лівія проголосила напівавтономію. Керівники місцевих племен зібралися на конгрес й ухвалили створити регіон Барка (арабська назва Киренаїки) із центром у Бенгазі. Місцеві політики створили перехідну раду регіону на чолі з Ахмед Зубейр аль-Сенуссі, членом Національної перехідної ради. Автономія мала полягати у створенні незалежних від Триполі міністерств, зокрема нафтового і внутрішніх справ, а також створенні незалежного бюджету. За центральною владою мали залишитися повноваження в сфері міжнародних стосунків та національної безпеки. Національна перехідна рада Лівії виступила проти такої ініціативи.